# Daspletis lykos
Daspletis lykos är en tvåvingeart som beskrevs av Jason Gilbert Hayden Londt 1985. Daspletis lykos ingår i släktet Daspletis och familjen rovflugor.
Artens utbredningsområde är Namibia. Inga underarter finns listade i Catalogue of Life.